# Hermann Pitters

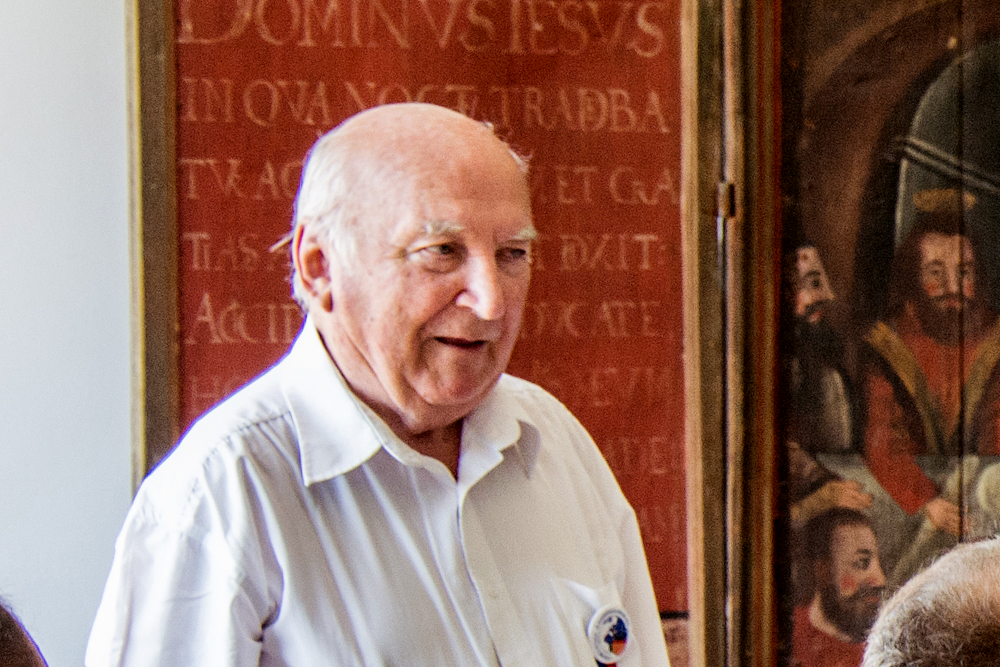
Prof. Pitters 2017 im Hermannstädter Teutsch-Haus

Hermann Dankwart Pitters (geb. 25. Januar 1932 in Schäßburg; gest. am 23. Dezember 2023 in Hermannstadt) war ein Kirchenhistoriker aus Rumänien und Angehöriger der Volksgruppe der Siebenbürger Sachsen.

## Leben und Wirken
Als Pfarrersohn studierte er Pädagogik in Hermannstadt, wohin die Familie inzwischen verzogen war. Doch kam er als Pädagoge kurz zurück in sein Heimatstädtchen, bevor er in Klausenburg protestantische Theologie zu studieren begann (von 1951 bis 1955). Nach Heirat mit Helga Rehner (1955; drei Söhne) war er aktiv als Seelsorger in Zied tätig; parallel dazu bildete er sich wissenschaftlich weiter, sodass er ab 1961 am Hermannstädter Theologischen Institut eine Dozentur erhielt. Der Doktortitel folgte 1969. Von 1978 bis zu seiner Pensionierung (de facto als Vertretung bis 2012) lehrte er am Lehrstuhl für Kirchengeschichte; von 1986 bis 1998 war er Dekan und konnte geschickt internationale Kontakte anknüpfen. Er öffnete die Fakultät auch für ausländische Studenten bzw. nichtlutherische Ungarn aus Rumänien.
Von 1979 bis 1999 war Pitters Chefredakteur der Kirchenzeitung Kirchliche Blätter. Er trat oft als Publizist hervor und besorgte von 1985 bis 1995 die deutschsprachige Version des orthodoxen Dogmatik-Standardwerks von Dumitru Stăniloae, Orthodoxe Dogmatische Theologie. Ebenso schenkte Pitters dem ökumenischen Gedanken besondere Aufmerksamkeit: das umfangreiche Werk Rumänisches Martyrologium (2007) berichtet über Christen verschiedener Konfessionen, die im kommunistischen Rumänien verfolgt wurden. Besonders geschätzt wurde sein verständlicher Vorlesungsstil.
In Turnișor initiierte er 1991 die Gründung der Evangelischen Akademie Siebenbürgen (EAS) samt Akademiehaus. Ein anderes Hobby von ihm, für das er charmant viele andere begeistern konnte, war Kunstgeschichte; auch hier bildete seine Heimat Siebenbürgen den Schwerpunkt.

## Auszeichnungen
- 2019: Ehrendoktorat der Universität von Konstanza[4]
- Ehrendoktorat der Universität Bukarest
- staatlicher rumänischer Orden für kulturelle Verdienste
- Ehrenmedaille der Evangelischen Akademie Siebenbürgen